# Bradypodion dracomontanum
Bradypodion atromontanum (дракенсберзький карликовий хамелеон) — вид ігуаноподібних ящірок родини хамелеонових (Chamaeleonidae). Ендемік Південно-Африканської Республіки.

## Поширення й екологія
Дракенсберзькі карликові хамелеони мешкають у Драконових горах у провінціях Квазулу-Наталь і Фрі-Стейт, від Катедрал-Піку на північ до Нормандського перевалу і на захід до Золотих воріт. Вони живуть у невеликих ізольованих лісових масивах, оточених гірськими луками, на висоті від 1500 до 2500 м над рівнем моря.

## Збереження
МСОП класифікує стан збереження цього виду як близький до загрозливого. Bradypodion dracomontanum загрожує знищення природного середовища та зміни клімату.